# Thyrnau
Thyrnau es un municipio situado en el distrito de Passau, en el estado federado de Baviera, Alemania, con una población a finales de 2016 de unos 4276 habitantes.
Se encuentra ubicado al este del estado, en la región de Baja Baviera, cerca de la orilla del Río Danubio y de la frontera con Austria.